# Ogni maledetta domenica - Any Given Sunday
Ogni maledetta domenica - Any Given Sunday (Any Given Sunday) è un film sportivo del 1999 diretto da Oliver Stone.

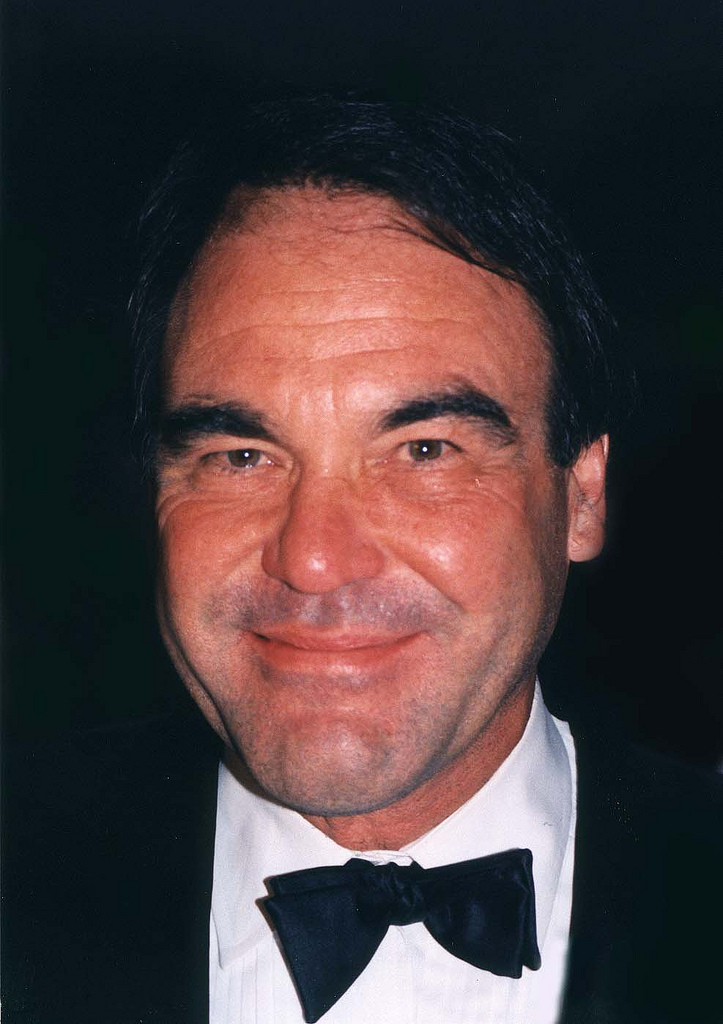
Il regista Oliver Stone nel 1999 durante la première del suo film

## Trama
Miami, Florida. Gli Sharks sono una squadra di football americano in crisi di risultati dopo la morte dell'anziano proprietario Pagniacci.
L'allenatore è l'italoamericano Tony D'Amato, un coach vecchio stile, capace e stimato nell'ambiente, ma spesso osteggiato dal famoso giornalista Jack Rose, e che non gode più della fiducia della dirigenza, in particolare della giovane presidente Christina Pagniacci, figlia del proprietario deceduto e intenzionata a rinverdire i fasti e i successi passati e per questo disposta anche a spostare la franchigia da Miami a Los Angeles.
A complicare le cose giungono anche l'infortunio del carismatico quarterback Cap Rooney, le precarie condizioni di salute del linebacker Luther 'Shark' Lavay, che Harvey Mandrake, medico della squadra totalmente privo di scrupoli, s'ostina a fare giocare anche a dispetto d'una frattura al collo, e il carattere ribelle e narcisista alle regole dell'astro nascente Willie Beamen, sostituto di Cap e, nonostante il grande talento, inviso all'allenatore e ai compagni di squadra.
Con l'avvicinarsi dei play-off, Luther "Shark" Lavay ricorda a Willie quanto sia fortunato ad essere in campionato e ad aver trovato uno scopo nella sua "vita in solitudine", per via del suo carattere ostile ed egocentrico: questo scombussola Willie, che si fa finalmente un esame di coscienza. Intanto il rapporto tra D'Amato e la Pagniacci peggiora, e il coach inoltre rimprovera Cap per aver dubitato della sua disponibilità.
Finalmente arriva il grande giorno dei play-off a Dallas, contro la fortissima squadra locale: poco prima della partita, D'Amato tiene il celebre discorso di incoraggiamento, simbolo del film, ai suoi giocatori, nel quale li esorta a unità e spirito di squadra.
Le sue commoventi parole colpiscono ulteriormente Willie, che prende a cuore il suo consiglio e dà energia al resto della squadra. Il forte Cap ritorna come quarterback titolare, ma viene colpito da una grave commozione cerebrale, dopo aver segnato un touchdown ed essere stato letteralmente "pestato" dal vile avversario.
L'infortunato Cap in infermeria e la Pagniacci esortano D'Amato a lasciare a Willie le redini della partita e l'uomo, inizialmente riluttante, alla fine cede e accetta. Poco prima di entrare in campo, però, Willie sente di dovere delle scuse ai suoi compagni di squadra, così, durante l'intervallo, si scusa con loro e finalmente i rancori e le tensioni in squadra scompaiono.
A sorpresa gli Sharks ottengono la vittoria negli ultimi secondi di partita, anche grazie al mutato atteggiamento di Willie, ora più propenso al gioco di squadra.
Nella conferenza stampa che chiude il film, nella quale l'allenatore si dispiace della finale persa contro San Francisco, tutte le divergenze interne che inquinavano l'atmosfera della squadra sembrano ormai appianate con la partenza di D'Amato, dall'anno successivo allenatore della nuova squadra degli Albuquerque Aztecs.
A sorpresa egli annuncia che porterà con sé Willie, il quale nel frattempo ha imparato a pensare prima alla squadra che a se stesso, suscitando la rabbia di Christina e allo stesso tempo assicurandosi un probabile futuro vincente.

## Produzione

### Sviluppo
All'inizio Oliver Stone aveva intitolato la sceneggiatura da lui e Jamie Williams scritta "Monday Night", poi modificata e richiamata Any Given Sunday, basata in parte sul libro del 1994 You're Okay, It's Just a Bruise: A Doctor's Sideline Secrets, di Robert Huizenga, medico dei Los Angeles Raiders, che nel libro parla dello splendore che la stessa squadra di football americano raggiunse negli anni '80.

### Cast
All'inizio il regista Oliver Stone, per il ruolo del protagonista Tony D'Amato, aveva in mente i due reali italoamericani Robert De Niro, però già impegnato con le riprese di Jackie Brown, e Al Pacino, che accettò volentieri la parte.
A Henry Rollins era stato offerto un ruolo come membro degli Sharks, richiesta che l'attore declinò, sentendosi "troppo magro" e quindi non credibile per interpretare un giocatore di football. Così come anche Sean Combs, aka P. Diddy, era stato scelto per interpretare il giocatore Willie Beamen, ma ha abbandonato a causa delle voci secondo cui non poteva lanciare nemmeno un pallone in maniera decente (anche se lui disse che il suo abbandono del cast era a causa del conflitto di interessi con la sua carriera discografica). Anche Will Smith rifiutò il ruolo.
Cuba Gooding Jr., che si era accordato col regista per quel ruolo, venne licenziato, poiché secondo Stone aveva già interpretato un giocatore di football in Jerry Maguire; anche Chris Tucker non volle interpretare Willie Beamen. Infatti alla fine questa famosa parte andò a Jamie Foxx.
A George Clooney fu offerto il ruolo di Jack 'Cap' Rooney, ma l'attore declinò la proposta.
Jim Caviezel fece un cameo, vestendo i panni del figlio adulto di Tony D'Amato, così come Tom Sizemore: tuttavia tutte le loro scene alla fine vennero tagliate (ma sono ancora visibili nella versione Blu-ray e DVD del film).
Ben sei membri della Hall of Famer della NFL hanno fatto apparizioni come allenatori avversari: Bob St. Clair, con Minnesota, nella prima gara, Y.A. Tittle, per Chicago, nel secondo match, Dick Butkus, con California, nel road game, Warren Moon, con New York, e Johnny Unitas con Dallas, in una partita di play-off.
Fa un breve cameo anche Jim Brown, come allenatore della difesa degli Sharks.

### Riprese
Il film è stato girato tra Miami, in particolare nello stadio Orange Bowl dove si allenano i finti Sharks, e Irving, dov'è il Texas Stadium (casa dei Dallas Knights, anch'essa squadra immaginaria), in Texas.

## Colonna sonora

### Tracce[12][13]
1. Who You Gonna Call - 4:08 (Missy Elliott)
2. Réunion - 4:41 (Capone-N-Noreaga)
3. Never Goin' Back - 3:37 (Mobb Deep)
4. Sole Sunday - 3:59 (Goodie Mob & OutKast)
5. Shut 'Em Down - 3:20 (LL Cool J)
6. Shut Up - 4:22 (Trick Daddy, Trina, Deuce Poppi & Co)
7. Any Given Sunday - 3:59 (Jamie Foxx, Guru & Common)
8. Whatever It Takes - 4:03 (P.O.D.)
9. Fuck That - 3:41 (Kid Rock)
10. Be a Man - 3:18 (Hole)
11. My Niggas - 1:05 (DMX)
12. Jump - 4:07 (Mystikal)
13. Move Right Now - 3:46 (Swizz Beatz, Eve & Drag-On)
14. Why - 3:15 (Godsmack)
15. Stompbox - 4:08 (Rob Overseer)
16. Any Given Sunday Outro - 2:31 (Jamie Foxx)
17. Use Me - 5:04 (Bill Withers)
18. Paranoid - 2:52 (Black Sabbath)

## Distribuzione
Il film uscì nelle sale cinematografiche statunitensi e canadesi il 22 dicembre 1999, mentre in Italia dal 7 aprile del 2000 e nel resto del mondo durante lo stesso anno.

## Accoglienza

### Incassi
Il film si rivelò un grande successo al botteghino, arrivando a guadagnare in tutto il mondo oltre 200,2 milioni di dollari, contro un budget di $ 55 milioni.

### Critica
Sul sito web Rotten Tomatoes il film riceve il 52% delle recensioni professionali positive, con un voto medio di 5,5/10, basato su 127 recensioni; il consenso critico del sito recita: "Nonostante a volte si dimostri divertente, nel complesso il film è una delusione diretta da Oliver Stone".
Anche su Metacritic, il film ottiene un punteggio medio di 52 su 100, basato su 33 critiche, indicando "recensioni miste o nella media".